# Karl Theodor Pütter

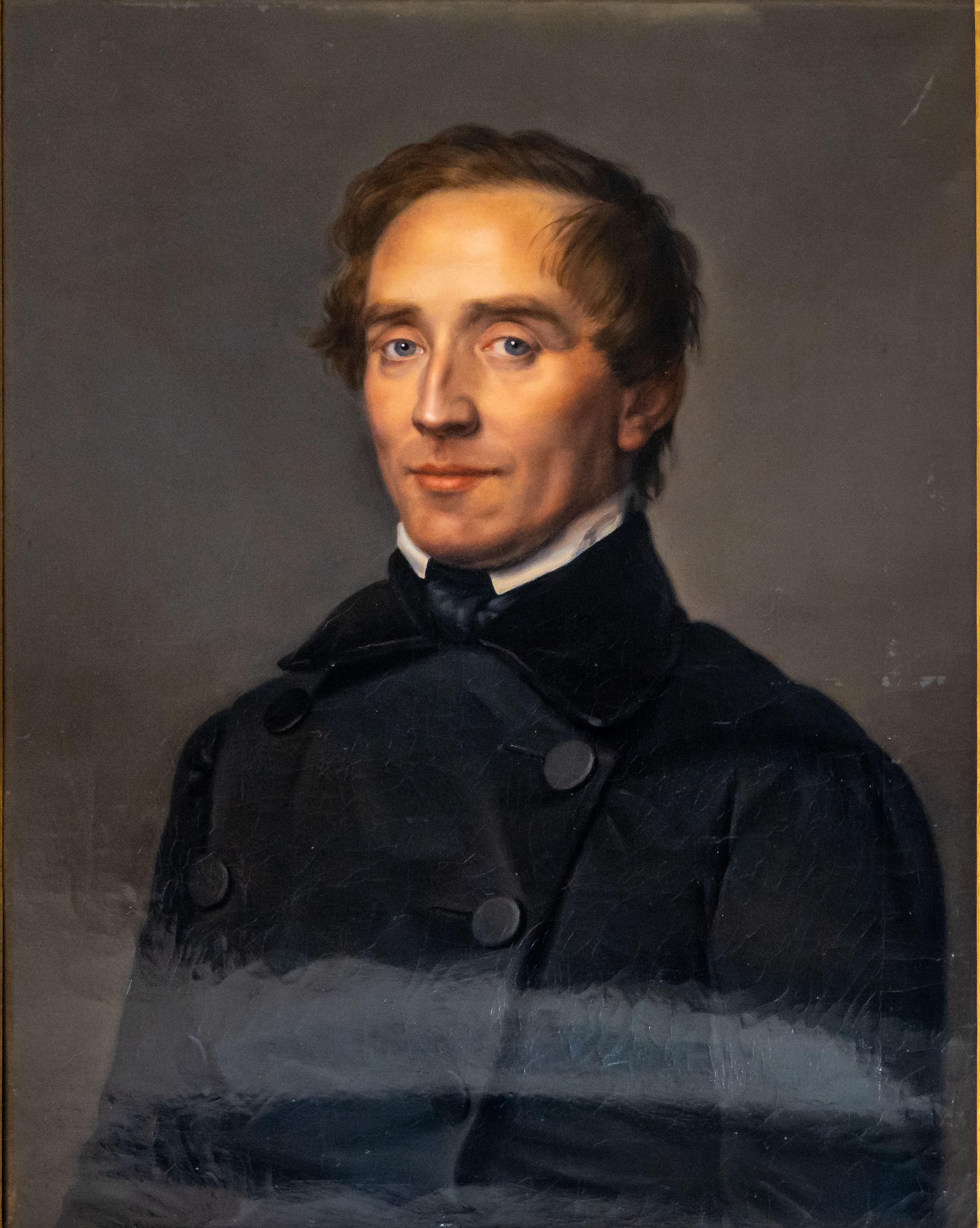
Karl Theodor Püttner, 1849, Gemälde von Wilhelm Titel in der Greifswalder Professorengalerie

Karl Theodor Pütter (* 3. April 1803 bei Hagen; † 13. April 1873 in Greifswald) war ein deutscher Jurist und Hochschullehrer. Er wirkte ab 1832 bis zu seinem Tode an der Universität Greifswald.

## Leben
Karl Theodor Pütter, Sohn des Bürgermeisters von Hagen, besuchte das Joachimsthalsche Gymnasium in Berlin. Anschließend studierte er ab 1823 Rechtswissenschaften, zunächst an der Universität Bonn und ab 1825 an der Universität Berlin. In Berlin wurde er 1827 promoviert. Danach forschte er zum Deutschen Recht und veröffentlichte 1831 eine Arbeit über Die Lehre vom Eigentum nach Deutschen Rechten.
1832 wurde Pütter an die Universität Greifswald berufen, wo er bis zu seinem Tode wirkte. Er war zunächst außerordentlicher Professor, ab 1845 dann ordentlicher Professor. In Greifswald hielt er Vorlesungen im Kirchenrecht, Eherecht, Völkerrecht und Fremdenrecht.

## Schriften
- Die Lehre vom Eigenthum nach Deutschen Rechten aus den Quellen dargestellt, und mit den Römischen Rechtsgrundsätzen verglichen. 1831.
- Beiträge zur Völkerrechts-Geschichte und Wissenschaft. Leipzig 1843.
- Das praktische Europäische Fremdenrecht. Leipzig 1845.
- Der Inbegriff der Rechtswissenschaft, oder Juristische Encyclopädie und Methodologie. Berlin 1846.